# Heinz Schoppe
Heinz Schoppe (* 7. Oktober 1925 in Zwenkau) war ein deutscher Fußballspieler im DDR-Fußballspielbetrieb. Für die BSG Chemie Leipzig und den SC Lokomotive Leipzig spielte er in der DDR-Oberliga, der höchsten Spielklasse. Mit dem SC Lok wurde er 1957 Pokalsieger, für die B-Nationalmannschaft der DDR bestritt er ein Länderspiel.

## Laufbahn als Fußballspieler
Schoppe spielte nach dem Zweiten Weltkrieg zunächst im westsächsischen Zwenkau Fußball, in den frühen 1950er Jahren bei der Betriebssportgemeinschaft (BSG) Aktivist Böhlen. Mit Beginn der Saison 1952/53 spielte er mit der BSG Aktivist in der neu gegründeten viertklassigen Bezirksklasse Leipzig. 
Im Winter 1952 wurden beim DDR-Oberligisten BSG Chemie Leipzig sieben Stammspieler vom Ligakonkurrenten SV Vorwärts Leipzig abgeworben. Als Ersatz kamen aus verschiedenen Betriebssportgemeinschaften sechs neue Spieler zur BSG Chemie, unter ihnen der 27-jährige Heinz Schoppe. Trainer Walter Rose reihte Schoppe in die neu formierte Angriffsreihe ein, wo dieser die Position des halbrechten Stürmers übernahm. Bis zum Saisonende bestritt er alle 18 Punktspiele, in denen er vier Tore erzielte. 1953/54 wurde Schoppe vom neuen Trainer Alfred Kunze zunächst weiter auf halbrechts eingesetzt. In der zweiten Saisonhälfte baute Kunze die Mannschaft auf mehreren Positionen um und ließ Schoppe in acht Spielen auf halblinks stürmen. Schoppe ließ sich von dem Wechselspiel nicht beeindrucken und wurde mit 14 Meisterschaftstreffern bester Torschütze der Chemiker. 
Im September 1954 wurde in Leipzig der Sportclub Lokomotive gegründet. Die Fußballsektion des SC wurde aus Spielern der BSG Chemie gebildet, unter ihnen auch Heinz Schoppe, der es bisher auf 45 Oberligaspiele gebracht hatte. Auch Trainer Kunze wurde übernommen, der Schoppe wieder auf den gewohnten halbrechten Posten spielen ließ. Verletzungsbedingt musste dieser in der zweiten Halbserie fünf Punktspiele aussetzen und erzielte auch nur drei Oberligatore. Ebenfalls im September 1954 erhielt Schoppe eine Berufung in die B-Nationalmannschaft der DDR. Als Rechtsaußenstürmer bestritt er am 26. September 1954 das B-Länderspiel Polen – DDR (1:2). 
Nach der Saison 1954/55 wurde der Spielplan im DDR-Fußball auf das Kalenderjahr umgestellt und zur Anpassung im Herbst 1955 eine einfache Übergangsrunde ausgespielt. Mit Fritz Wittenbecher erhielt der SC Lok einen neuen Trainer, der Schoppe weiterhin auf dem rechten Flügel stürmen ließ. Schoppe bestritt alle 13 Spiele der Übergangsrunde und war mit sechs Toren erneut bester Schütze seiner Mannschaft. Nach nur neun Punktspieleinsätzen 1956 wurde Schoppe in der Spielzeit 1957 wieder in allen Oberligaspielen eingesetzt, pendelte aber vornehmlich in der Rückrunde zwischen unterschiedlichen Sturmpositionen. Am 22. Dezember 1957 stand Schoppe mit dem SC Lok im Endspiel um den DDR-Fußballpokal. Beim 2:1-Sieg nach Verlängerung über den SC Empor Rostock erzielte er als Mittelstürmer das zwischenzeitliche Ausgleichstor. Seine letzte Oberligasaison spielte Schoppe als 32-Jähriger 1958. Alfred Kunze war als Trainer wieder zurückgekehrt und strich Schoppe aus der Stammmannschaft. Zwischen dem 2. und dem 14. Oberligaspieltag wurde er nur noch achtmal eingesetzt, darunter zweimal als Einwechselspieler. Nach 76 Oberligaspielen und 18 Meisterschaftstoren für den SC Lok, einschließlich der Übergangsrunde 1955, beendete Schoppe nach Saisonschluss seine Laufbahn als Oberligaspieler. 
Von 1959 bis 1962 spielte Schoppe für die Leipziger BSG Motor Gohlis Nord in der drittklassigen II. DDR-Liga. 